# Andrzej Buncol
Andrzej Bernard Buncol (Gliwice, 21 settembre 1959) è un ex calciatore polacco, di ruolo centrocampista.

## Carriera
Ha militato nel Campionato polacco di calcio e, dal 1986, nella Bundesliga ed ha partecipato ai campionati mondiali di calcio nel 1982 e nel 1986.

## Palmarès

### Club

#### Competizioni internazionali
- Coppa UEFA: 1

Bayer Leverkusen: 1987-1988